# Rally Costa del Sol de 1964

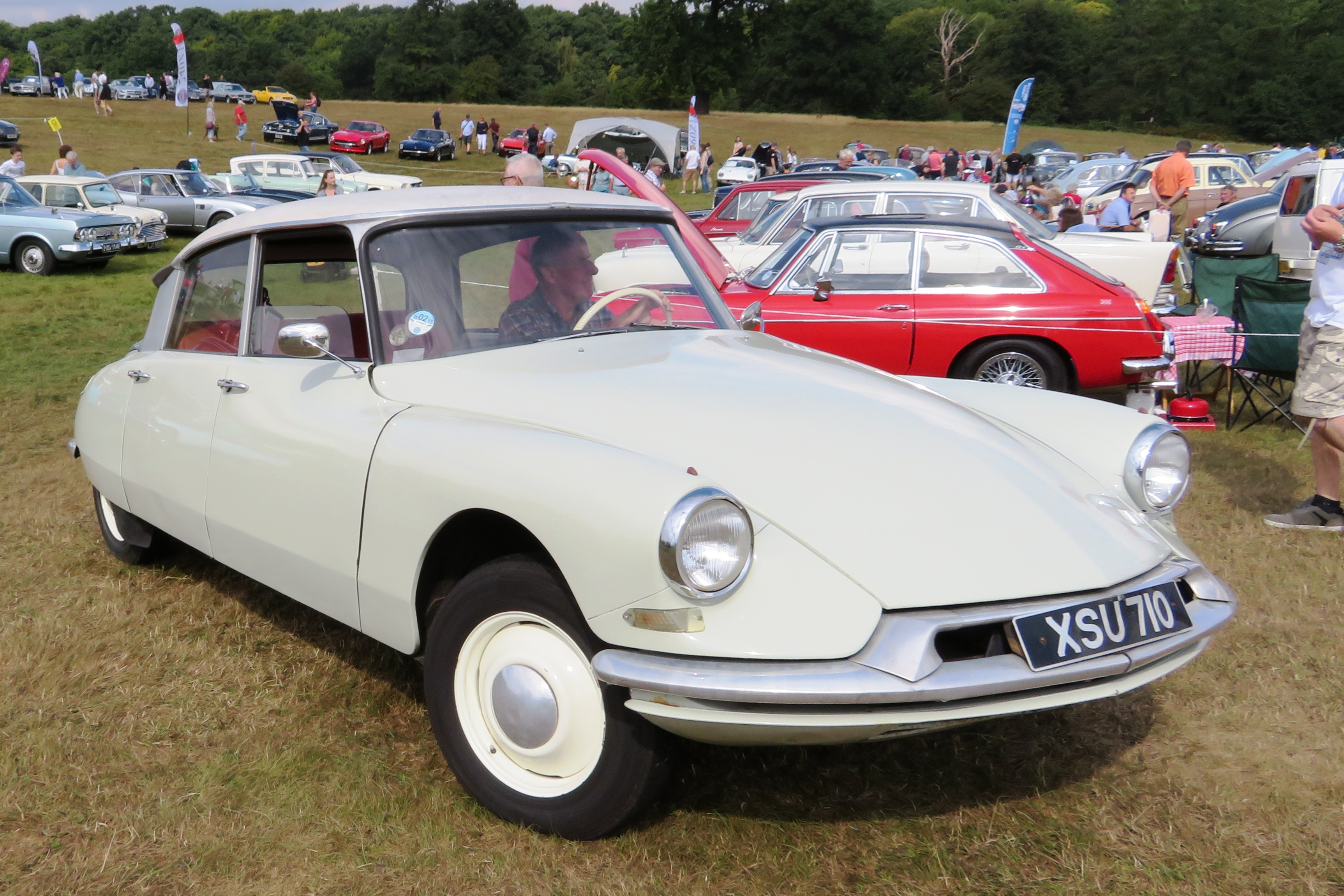
Citroën ID 19 similar al ganador de la prueba.

El Rally Costa del Sol de 1964 fue la primera edición del citado rally, celebrado el día 24 de agosto de 1964, coincidiendo con la celebración de la feria de Almería. El ganador de la prueba fue René Georges Mariotti, un empresario francés afincado en Aguadulce, que a la sazón era vicepresidente del Automovil Club Almería. Tomaron la salida un total de veinte participantes, de los que 18 alcanzaron la meta, causando los dos restantes baja por averías.

## Reglamento
Se redactó un reglamento específico para esta prueba, destacando como curiosidad la siguiente norma:

“Cada vehículo deberá llevar como mínimo dos personas a bordo, un conductor y un co-equipier y como máximo tantas personas como número de plazas conste en el permiso de circulación del automóvil, abonando la cantidad de 200 pesetas por cada persona que exceda de las dos”.

## Itinerario
La prueba se disputó por completo por carreteras de las provincias de Almería y Granada, con una distancia total de 353 km siguiendo el itinerario Almería-Guadix-Granada-Motril-Adra-El Ejido-Almería. Así, contaba con un tramo cronometrado en el Ricaveral y dos pruebas de habilidad en la ciudad de Adra, sirviendo los enlaces como pruebas de regularidad. La llegada de la prueba se celebró en el Paseo de Almería, por entonces llamado Avenida del Generalísimo.

## Clasificación final[6]
| Pos. | Piloto                     | Copiloto | Automóvil     | Tiempo | Diferencia |
| ---- | -------------------------- | -------- | ------------- | ------ | ---------- |
| 1.   | René Georges Mariotti      |          | Citroën ID 19 |        |            |
| 2.   | Ángel Fernández Torres     |          |               |        |            |
| 3.   | Emilio Romero Blanco       |          |               |        |            |
| 4.   | Ramón Gómez Vivancos       |          |               |        |            |
| 5.   | Francisco Marcos Martínez  |          |               |        |            |
| 6.   | Miguel Ángel Torres Topete |          |               |        |            |
| 7.   | Salvador Maldonado Eloy    |          |               |        |            |
| 8.   | Ángel Sáez Hernández       |          |               |        |            |
| 9.   | Adolfo Martos Hinojosa     |          |               |        |            |
| 10.  | Jaime Díaz Gálvez          |          |               |        |            |
| 11.  | Alexander Guillinsen       |          |               |        |            |
| 12.  | Enrique Vilches Guzmán     |          |               |        |            |
| 13.  | José Núñez López           |          |               |        |            |
| 14.  | Francisco Romero Brotons   |          |               |        |            |
| 15.  | Cristóbal Reyes Carretero  |          |               |        |            |
| 16.  | Francisco Lucas Martínez   |          |               |        |            |
| 17.  | Francisco Sáez Hernández   |          |               |        |            |
| 18.  | Pablo Cassinello Clares    |          |               |        |            |

Los resultados fueron publicados a las 48 horas de la finalización de la prueba.